# Claudia Vinciguerra
Claudia Vinciguerra (Napoli, 2 gennaio 1923 – Roma, 12 settembre 2010) è stata una giornalista, critica cinematografica e critica televisiva italiana.

## Biografia
Figlia di Mario Vinciguerra, intellettuale antifascista, Claudia Vinciguerra perse la madre a soli tre anni. Trascorse la sua infanzia a Napoli, dove ebbe modo di stringere amicizia con le figlie di Benedetto Croce.
Critica cinematografica a Il Giorno, divenne poi un personaggio televisivo proponendo le sue surreali recensioni (condite sovente da gaffe, da risate fragorose e dal suo forte accento romanesco), per la qual cosa divenne oggetto di imitazioni da parte dell'attore Teo Teocoli. Le sue apparizioni in tv aumentarono dagli anni novanta. Collaborò soprattutto con la trasmissione domenicale Mattina in famiglia di Rai 2, condotta da Tiberio Timperi e Miriam Leone: in essa la giornalista analizzava i programmi televisivi della settimana appena trascorsa, affiancando inoltre Gianni Ippoliti nella lettura dei giornali di cronaca rosa.
Morì la mattina di domenica 12 settembre 2010 all'Ospedale San Carlo di Nancy di Roma, dove era stata ricoverata a causa di un malore.